# Pascal Van Hentenryck
Pascal Van Hentenryck (né le 8 mars 1963) est titulaire de la chaire A. Russell Chandler III et professeur d'ingénierie industrielle et des systèmes à Georgia Tech. Il est crédité d'avancées pionnières dans la programmation par contraintes et l'optimisation stochastique, en associant théorie et pratique pour résoudre des problèmes du monde réel dans divers domaines, notamment la programmation sportive, le repliement des protéines, l'appariement des reins, les secours en cas de catastrophe, les systèmes d'alimentation, les systèmes de recommandation et le transport. Il a développé plusieurs technologies d'optimisation dont CHIP, Numerica, OPL (maintenant un produit IBM) et Comet. Il a également publié plusieurs livres, dont Online Stochastic Combinatorial Optimization, Hybrid Optimization et Constraint-Based Local Search.
Van Hentenryck est membre de l'AAAI et d'INFORMS.

## Carrière
Pascal Van Hentenryck est né en Belgique et a obtenu son doctorat en informatique à l'Université de Namur en 1986. Il a rejoint le département d'informatique de l'Université Brown en 1990 après avoir passé quatre ans au Centre européen de recherche informatique (ECRC Munich) où il a dirigé le développement du système CHIP. En 1993, il a reçu un NSF National Young Investigator Award. Van Hentenryck a passé les années suivantes chez Brown à développer de nouvelles technologies d'optimisation pour résoudre les problèmes ouverts dans le routage des véhicules, les secours en cas de catastrophe et la gestion des systèmes électriques.
En 2009, Van Hentenryck a co-fondé Dynadec, une entreprise basée sur les technologies d'optimisation qu'il a développées à Brown. En 2012, Van Hentenryck a quitté Brown pour diriger le groupe de recherche sur l'optimisation au NICTA en Australie jusqu'à sa fusion avec le CSIRO en 2015.
Van Hentenryck a rejoint l'Université du Michigan en 2015. Ses travaux y couvrent plusieurs domaines, notamment les systèmes électriques, les transports et les sciences sociales informatiques. En 2017, Van Hentenryck a dirigé le camp d'été Seth Bonder Data Science pour les lycéens. En 2018, il a lancé RITMO, un nouveau système de transport pour le campus de l'Université du Michigan.
Van Hentenryck enseigne également dans un cours en ligne ouvert et massif sur l'optimisation discrète.

## Honneurs et récompenses
En 2002, Van Hentenryck reçoit le prix INFORMS ICS pour l'excellence de la recherche en recherche d'optimisation et en informatique, et en 2004, il reçoit un IBM Faculty Award. En 2006, Van Hentenryck reçoit le prix ACP pour l'excellence de la recherche en programmation par contraintes. En 2008, il reçoit un doctorat honoris causa de l'Université de Louvain, et en 2011, un doctorat honoris causa de l'Université de Nantes. Il reçoit le prix du meilleur article à CP '03, CP '04, IJCAI '07, SEDE '09, AAAI '15 et CP '16. Il reçoit le prix Philip J. Bray pour l'excellence en enseignement en 2010 à Brown et le prix IFORS 2013 Distinguished Lecturer Award. Il est élu dans la promotion 2016 des Fellows de l'Institute for Operations Research and the Management Sciences.